# Nürburgring Südschleife
La Südschleife ("anello sud" in tedesco) era un circuito per corse automobilistiche e motociclistiche di 7,747 km facente parte del complesso del Nürburgring.

## Storia del tracciato

La Start und Ziel Area, o Betonschleife

La Südschleife nacque contestualmente alla più nota e lunga Nordschleife e venne inaugurata nel 1927. L'anello sud subì fin dall'inizio la superiorità della Nordschleife e non fu mai utilizzato in competizioni di alto livello, salvo quando queste si svolgevano sul cosiddetto Gesamtstrecke, ossia la configurazione da 28,265 km che univa le due parti del complesso. Questo poteva avvenire grazie alla presenza di un'area comune ai due circuiti, detta Start und Ziel Area (area di partenza e arrivo) o Betonschleife (anello di cemento), che comprendeva due rettilinei uniti da altrettanti tornanti. Questo mini-circuito misurava 2,292 km e agli albori veniva utilizzato per la messa a punto pre-gara delle vetture (il cosiddetto warm up). Sul Gesamtstrecke si svolgevano anche i giri turistici (antenati dei moderni track days) che si svolgono a tutt'oggi al Nürburgring.
L'Anello Sud era caratterizzato da una sezione iniziale, formata da veloci curvoni in discesa, che raggiungeva il villaggio di Müllenbach, dove una secca curva a destra a 90° segnava l'inizio di un tratto in salita "di ritorno" ancora più lungo e veloce che riportava i concorrenti sul Betonschleife.
A partire dal 1931 il Gran Premio di Germania si tenne stabilmente sulla sola Nordschleife. Nel 1938 al tracciato originario fu aggiunta una nuova bretella, detta Stichstraße, posta a sud della Südkehre e che permetteva a chi percorreva la Südschleife di bypassare il doppio rettilineo, accorciando così il giro a circa 5,7 km ed evitando l'accavallamento dei due tracciati. In questo modo essi potevano essere utilizzati indipendentemente.
Nella seconda metà degli anni settanta la Südschleife cadde definitivamente in disuso. Per questo, quando si presentò l'esigenza di un nuovo tracciato per ospitare nuovamente la Formula 1 (il futuro Gp-Strecke) si decise di demolirla e costruirlo in quel luogo. Un ampio tratto del vecchio tracciato, segnatamente quello in discesa che seguiva il rettilineo di partenza e arrivava fino alla periferia di Müllenbach, è tuttavia ancora esistente e riconvertito a viabilità ordinaria.